# Świętożyźń
Świętożyźń – staropolskie imię żeńskie, złożone z członów Święto- ("święty/a, mocny/a") i -żyźń ("urodzajność, żyzność, życie").
Świętożyźń imieniny obchodzi 12 lipca.
Znane osoby o tym imieniu: 
- Świętożyzna (ur. ? – zm. zap. między 873 a 877) – czeska księżniczka, żona Świętopełka I władcy Państwa wielkomorawskiego.